# 土間厝
土間厝，是臺灣雲林縣水林鄉的一個傳統地域名稱，位於該鄉東部。相較於今日行政區，其範圍大致包括土厝村東南大半部、溪墘村北部、海埔村東北端。

## 歷史
臺灣清治末期至日治初期，土間厝地區為一（舊制）街庄，稱為「土間厝庄」，隸屬於大槺榔東頂堡。該庄北與樹仔腳庄為鄰，東與扶朝家庄為鄰，南邊為溪墘厝庄、後藔庄，西邊為水燦林庄。
1901年（日治明治三十四年）11月，全臺廢縣廳改設二十廳，該庄隸屬於斗六廳。1903年（明治三十六年）6月，該庄編入「水燦林區」，隸屬於斗六廳。1909年（明治四十二年）10月，合併二十廳為十二廳，水燦林區改隸屬於嘉義廳。1920年（大正九年），全臺地方制度大改正，廢十二廳改設五州二廳，該庄改制為「土間厝」大字，隸屬於臺南州北港郡水林庄（新制街庄）。
戰後水林庄改制為水林鄉，隸屬於臺南縣，大字亦改制為村。1950年10月，雲、嘉、南分治，水林鄉改隸屬雲林縣。

## 聚落
本地區發展較早的聚落有土間厝、黄厝藔、王厝藔、陳厝藔，下藔等，在日治期初期的官方地圖上已有記載。

## 交通
縣道164號是金湖至民雄的道路，經過本地區的陳厝藔、王厝藔、土間厝等聚落。由該道路向西微北可前往水林鄉市區、口湖鄉，並止於該鄉西部的省道台17線、台61線共線路口（金湖聚落東側）；向東微南可前往北港鎮、六腳鄉東北端、新港鄉、民雄鄉，並止於縣道162乙線轉角路口。
鄉道雲161線是好收至湖仔內的道路，經過本地區的土間厝聚落。由該道路向東北微北可前往樹子腳、好收並止於縣道155號路口；向南南西可前往溪墘厝地區的湖子內聚落，並止於鄉道雲154線路口。

## 公務機關
- 土厝派出所